# Thysanostoma thysanura
Thysanostoma thysanura is een schijfkwal uit de familie Thysanostomatidae. De kwal komt uit het geslacht Thysanostoma. Thysanostoma thysanura werd in 1880 voor het eerst wetenschappelijk beschreven door Haeckel. 